# Rivula endotricha
Rivula endotricha là một loài bướm đêm trong họ Erebidae.